# 云天化中学
云南省云天化中学，是云南省昭通市水富市的一所民办完全中学，是云南省一级一等完全中学，开办小学、初中、高中。

## 历史
1976年10月，云天化创办云天化建设指挥部子弟学校，1978年11月改称云南天然气化工厂子弟学校。1994年4月改称云南省云天化中学。2001年，高中部迁至原云南省第二化工技校校址，2008年，初中、小学相继迁入新校区。2019年8月，云天化中学高滩校区正式投入使用。2020年5月，云天化中学建飞学校、艾斯学校揭牌。
1994年，被认定为云南省一级三等完全中学；2011年1月，晋升云南省一级二等完全中学；2016年7月，晋升云南省一级一等完全中学。